# Systropus angulatus
Systropus angulatus är en tvåvingeart som först beskrevs av Karsch 1880.  Systropus angulatus ingår i släktet Systropus och familjen svävflugor. Inga underarter finns listade i Catalogue of Life.